# Jacoba Jacobsdr. Bam
Jacoba Jacobsdr. Bam (geboren vor 1547; begraben am 28. Dezember 1569 in Amsterdam) war eine niederländische Frau, die der Hexerei angeklagt worden war.

## Leben
Jacoba Jacobsdr. Bam wurde vermutlich in Amsterdam geboren. Sie war die Tochter der Weinhändler Jacob Claesz. Bam (gestorben vor 1547) und Marie IJsbrantsdr. Holesloot (gestorben nach 1558). Jacoba Bam heiratete Heereman Gijsbertsz (1525–1590) am 17. Januar 1552 in Amsterdam. Aus dieser Ehe gingen zwei Söhne und eine Tochter hervor. Sie stammte aus einer der wohlhabendsten und einflussreichsten katholischen Familien Amsterdams. Viele männliche Mitglieder der Familie bekleideten wichtige Positionen im Amsterdamer Magistrat. Ihr Großvater mütterlicherseits wurde 1513 Mitglied des Rates, ihr Bruder Sybrant (gest. 1554) war Stadtrat und ihr Bruder Cornelis, Spitzname Brouwer (1512–1592), wie auch ihr Schwager Sybrant Occo (1514–1588) wurden beide mehrmals zum Bürgermeister gewählt. Zum Zeitpunkt der Ereignisse im Jahr 1566 war Bruder Cornelis auch Bürgermeister. Jacobas Ehemann gehörte nicht dem Stadtrat an. Er bekleidete im Jahr 1575 ein Amt in der Nieuwe Kerk.
In Schwierigkeiten kam Jacoba Bam im Jahr 1566. Im Januar des Jahres kam es zu einem Aufruhr um die Kinder, die im Amsterdamer Bürgerwaisenhaus untergebracht waren. Eine große Anzahl der Kinder zeigte gleichzeitig seltsame Krankheitssymptome. Sie hatten unerklärliche Schmerzen, kletterten auf Wände und Dächer, sprachen fremde Sprachen und wussten über Angelegenheiten Bescheid, die im Rat heimlich besprochen wurden. Dadurch erregten sie so viel Aufmerksamkeit, dass am 14. Januar der freie Zutritt zum Waisenhaus verboten wurde. Am 5. Februar wurde ein ähnliches Verbot für das Paulusbroeders-Kloster erlassen, in dem mehrere Waisenkinder gepflegt wurden. Die Unruhen gingen jedoch weiter. Gruppen von Waisenkindern zogen durch die Straßen und belästigten unter anderem den Polizeichef.
Die Kinder beschuldigten Jacoba Bam, sie hätte sie verhext. Die Kinder versammelten sich vor ihrem Haus und schlugen die Fenster ein. Der Amsterdamer Historiker Olfert Dapper berichtet in seiner „Historische beschryving der stadt Amsterdam“ (1665), dass sie sogar auf den Turm der Oude Kerk kletterten und sangen: „Wir werden nicht von hier weggehen, sonst steht Bammetje im Feuer“, womit sie eine „gewisse weibliche Person“ meinten. Daraufhin ließ sich Jacoba Bam am 17. Juni 1566 freiwillig einkerkern. Sie wollte ihren Namen reingewaschen sehen und stellte sich deshalb „zur Säuberung“. Mit Glockengeläut wurde allgemein verkündet, dass jeder, der etwas gegen sie zu sagen hatte, dies innerhalb von vierzehn Tagen tun sollte. Am 1. Juli wurde die Frist um weitere acht Tage verlängert. Als sich auch nach Ablauf dieser Frist niemand meldete, galt die Unschuld von Jacoba Bam als erwiesen.
Frühe Berichte über die Waisenhauskrankheiten erwähnen, dass die Waisenkinder von „bösen Geistern“ besessen waren und selbst angaben, verhext zu sein. Die Kinder sollen auf eine Frau als Täterin hingewiesen haben, hätten aber aus Rücksicht auf die Familie keine Namen genannt. Der Name Jacoba Bam wird zum ersten Mal von Johan Wagenaar im Jahr 1760 erwähnt, zweifellos auf der Grundlage der Dokumente, die er in den Archiven gefunden hat. Er ordnet den Aufruhr in den Kontext der angespannten politischen und religiösen Situation ein, die zu dieser Zeit in Amsterdam herrschte. Vermutlich, so Wagenaar, versuchten die Reformierten, die rätselhafte Krankheit der Waisenkinder für ihre Opposition gegen die katholische Stadtregierung zu nutzen. Auch der Stadthistoriker Jan ter Gouw erwähnt Jacoba Bam als die von den Waisen beschuldigte Frau. Er unternahm keinen Versuch, das Verhalten der Waisen zu erklären, sondern stellte lediglich fest, dass sie krank waren und ihre Pflege die Stadt viel Geld kostete.
Die Anschuldigungen gegen Jacoba Bam wurden in neuerer Literatur auch mit politischen und religiösen Spannungen in Amsterdam in Verbindung gebracht. Um zu erklären, warum gerade Jacoba Bam angegriffen wurde, verweist man auf die Tatsache, dass sie zu einer sehr einflussreichen katholischen Familie gehörte. Ein weiterer möglicher Faktor war, dass ihre Mutter zuvor im Jahr 1547 der Zauberei beschuldigt worden war. Es bleibt jedoch unklar, in welcher Beziehung Jacoba Bam zu den Waisenkindern stand. Fest steht nur, dass sie nur einen Steinwurf vom Waisenhaus entfernt wohnte.
Mehr als drei Jahre nach der Affäre um die Waisenhauskrankheit und die Hexereivorwürfe starb Jacoba Bam. Sie wurde am 28. Dezember 1569 in der Nieuwe Kerk beigesetzt.